# Sessanta novelle popolari montalesi
Sessanta novelle popolari montalesi (circondario di Pistoia) è un libro di fiabe raccolte da Gherardo Nerucci pubblicato nel 1880. Italo Calvino scelse sedici fiabe tra le sessanta per le sue Fiabe italiane. Lo scrittore di Sanremo elogiò lo stile di Nerucci descrivendolo come con grande facilità verbale.
Nerucci era entrato in contatto con Vittorio Imbriani, Domenico Comparetti e Giuseppe Pitrè che scrissero rispettivamente La Novellaja Fiorentina, Novelline popolari italiane e Fiabe, novelle e racconti popolari siciliani. Nerucci fu sicuramente influenzato da queste opere. Quando Imbriani ripubblicò la Novellaja Fiorentina aggiunse alcune fiabe milanesi e diciassette racconti dall'opera di Nerucci.

## Lista di fiabe
In grassetto sono indicate le fiabe usate da Calvino in Fiabe italiane
In corsivo sono indicate le fiabe usate da Imbriani
- Zelinda e il Mostro
- Le cento sporte
- Il Mortaio d'oro (in Calvino unita a Griselda nella fiaba "La contadina furba")
- La bella Giovanna
- La bella Caterina o La novella dei gatti
- La bella ostessina
- Il figliolo del pecoraio (in Calvino come "Il pecoraio a Corte")
- Il mago dalle sette teste
- Il figliolo del Re di Francia
- La novella delle scimmie (in Calvino come "Il palazzo delle scimmie")
- Zuccaccia
- Bell'-e-fatta
- Occhi-Marci (in Calvino come "Pelle di vecchia")
- Le tre melangole d'amore (In Imbriani come "Le tre melarance")
- Griselda (in Calvino unita a Il Mortaio d'oro nella fiaba "La contadina furba")
- Bellindia (in Calvino come "Bellinda e il Mostro")
- La bella Giuditta e la sua figliola Maria
- La Prezzemolina
- Il canto e il suono della Sara Sibilla
- Manfane, Tanfane e Zufilo
- Il magnano o Pelo torto in barba
- Fidati e Non-ti-fidare
- Nessuno è contento nel mondo (in Imbriani come "Contento nessuno del mondo")
- Il figliuolo del mercante di Milano (in Calvino come "Il figlio del mercante di Milano")
- Il figliolo del Re di Portogallo
- La novella del sonno
- I figlioli della campagnola
- Fanta-Ghirò, persona bella
- Adelame e Adelasia
- Collo di pecora
- Pipetta bugiardo
- La ragazza serpe (in Calvino come "La Rosina nel forno")
- Il Paradiso Terrestre
- La scatola che bastona
- Il mattarugiolo e il savio
- Fiorindo e Chiara Stella
- Testa di Bufala
- Il pesciolino
- Uliva
- I tre regali o la Novella de' Tappeti (in Calvino come "L'uva salamanna")
- Orlandino
- La Rosina per il mare
- Il ciuchino caca-zecchini
- Giovannino senza paura
- Paolino da Perugia
- La Regina Marmotta
- I cinque ladri
- Il viaggiatore torinese
- La manetta di morto
- Il mercante di sale
- Caterina
- La leprina
- I tre consigli
- Cicerchia o I ventidue ladri
- La crepantosa
- Caterina furba
- I fichi brogiotti
- Il figliolo dell'Imperatore di Roma
- Fiordinando (in Calvino come "Il palazzo incantato")
- Argia